# Delta Goodrem
Delta Goodrem (født 9. november 1984 i Sydney, Australien) er en australsk singer-songwriter, pianist og skuespiller.
Som 15-årig fik hun en pladekontrakt med Sony. Hun blev kendt i 2002, da hun medvirkede i den populære australske sæbeopera Neighbours. Hendes musik er overvejende indenfor genrerne pop og ballader, og der indgår altid piano, hvilket hun altid spiller i bare fødder når hun optræder live. Hendes musik er kraftigt inspireret af adult contemporary og klassisk musik. 
Delta Goodrem fik i 2003 konstateret lymfekræft, men er siden fuldt helbredt. Efter hun i 2005 skrev kontrakt med Columbia Records i USA, røg singlen Lost Without You hurtigt i top-20, men hun blev alligevel droppet af selskabet. I 2008 fik hun en kontrakt med Mercury/Decca Records, der udsender hendes amerikanske debutalbum Delta i juni 2008. Hendes egentlige debutalbum kom i 2003 og hed Innocent Eyes. Det gjorde hende til en af Australiens bedst sælgende kvindelige kunstnere, og albummet lå nr. 1 i 29 uger i træk. Albummet solgte over 1 mio. eksemplarer i Australien og 1,5 mio. eksemplarer internationalt.
Hun er måske mest kendt for duetten Almost Here, som hun sang med Brian McFadden i foråret 2005.

## Diskografi
- 2007: Delta
- 2004: Mistaken Identity
- 2003: Innocent Eyes